# Colleretto Castelnuovo
Colleretto Castelnuovo (piemontesisch Kuréj) ist eine Gemeinde in der italienischen Metropolitanstadt Turin, Region Piemont.

## Lage und Einwohner
Colleretto Castelnuovo liegt rund 50 km nördlich von Turin und ist Mitglied in der Bergkommune Comunità Montana Valle Sacra. Das Gemeindegebiet umfasst eine Fläche von 6 km² und hat 331 Einwohner (Stand 31. Dezember 2023).
Die Nachbargemeinden sind Castellamonte, Cintano, Borgiallo und Castelnuovo Nigra.

## Einzelnachweise

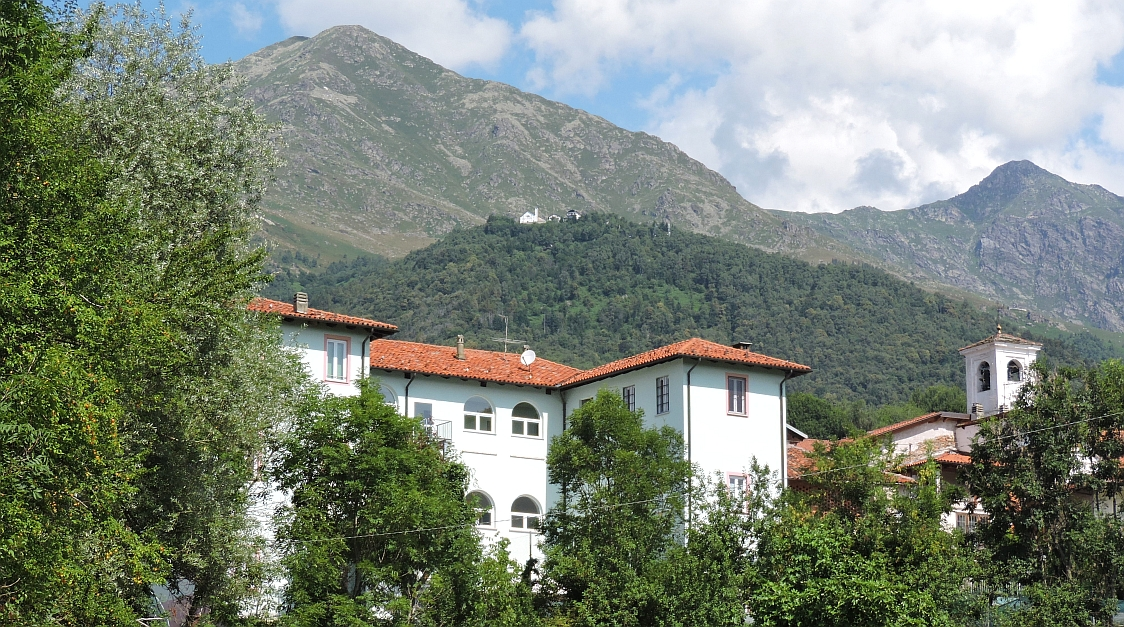
Colleretto Castelnuovo